# Díszbogárszerűek
Az díszbogárszerűek (Buprestoidea) a rovarok (Insecta) osztályába, ezen belül a bogarak (Coleoptera) rendjébe és a mindenevő bogarak (Polyphaga) alrendjébe tartozó öregcsalád.

## Rendszerezés
Az öregcsaládba tartozó családok:
- Díszbogárfélék (Buprestidae) (Leach, 1815)
- Áldíszbogárfélék (Schizopodidae) (LeConte, 1859)

Egyes rendszerek a Schizopodidae családot a díszbogárfélék alcsaládjaként kezelik.

## Képek

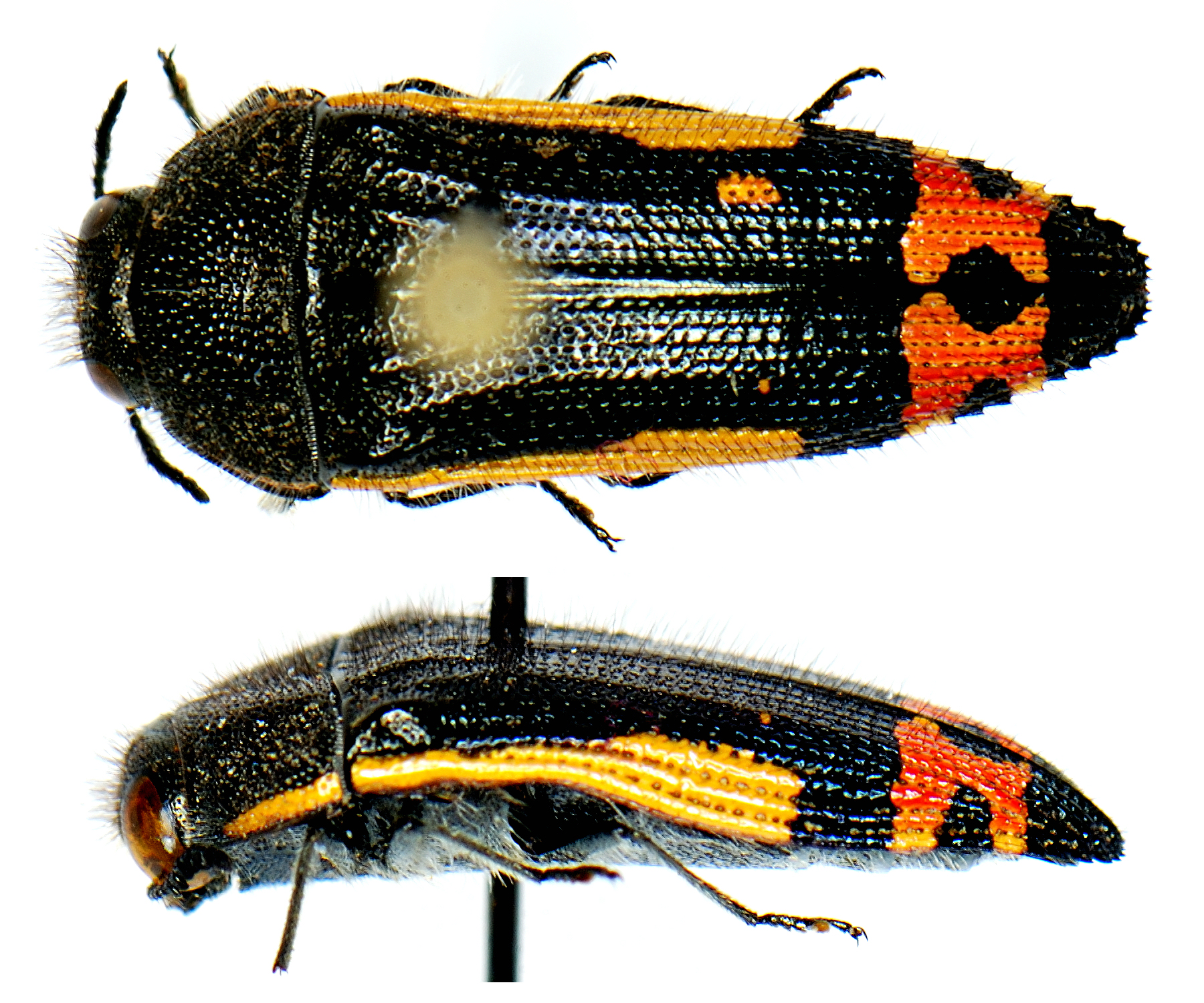
Acmaeodera flavomarginata (Díszbogárfélék)
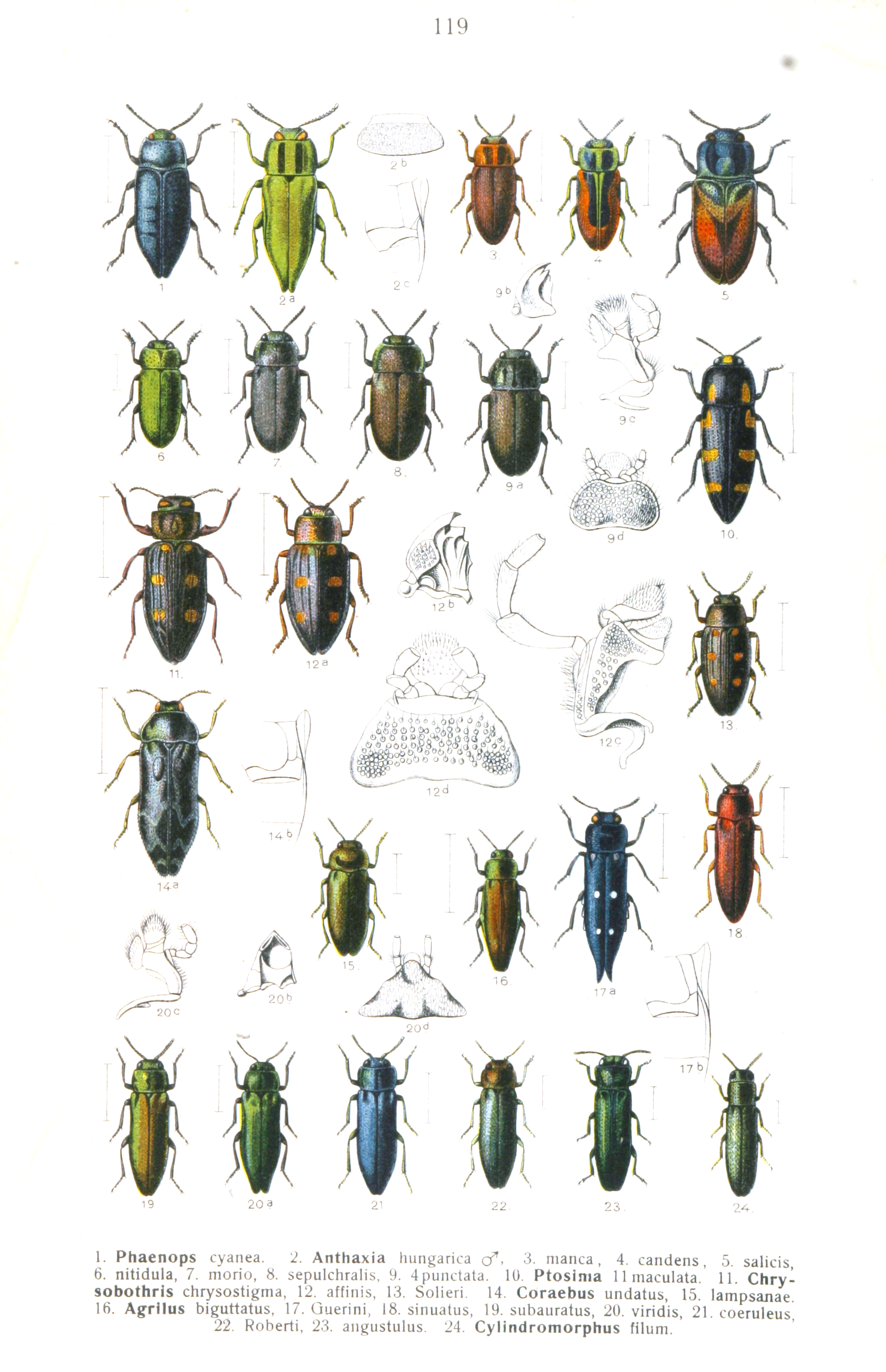
Illusztrációk Reitter: Die Käfer des deutschen Reiches című könyvéből
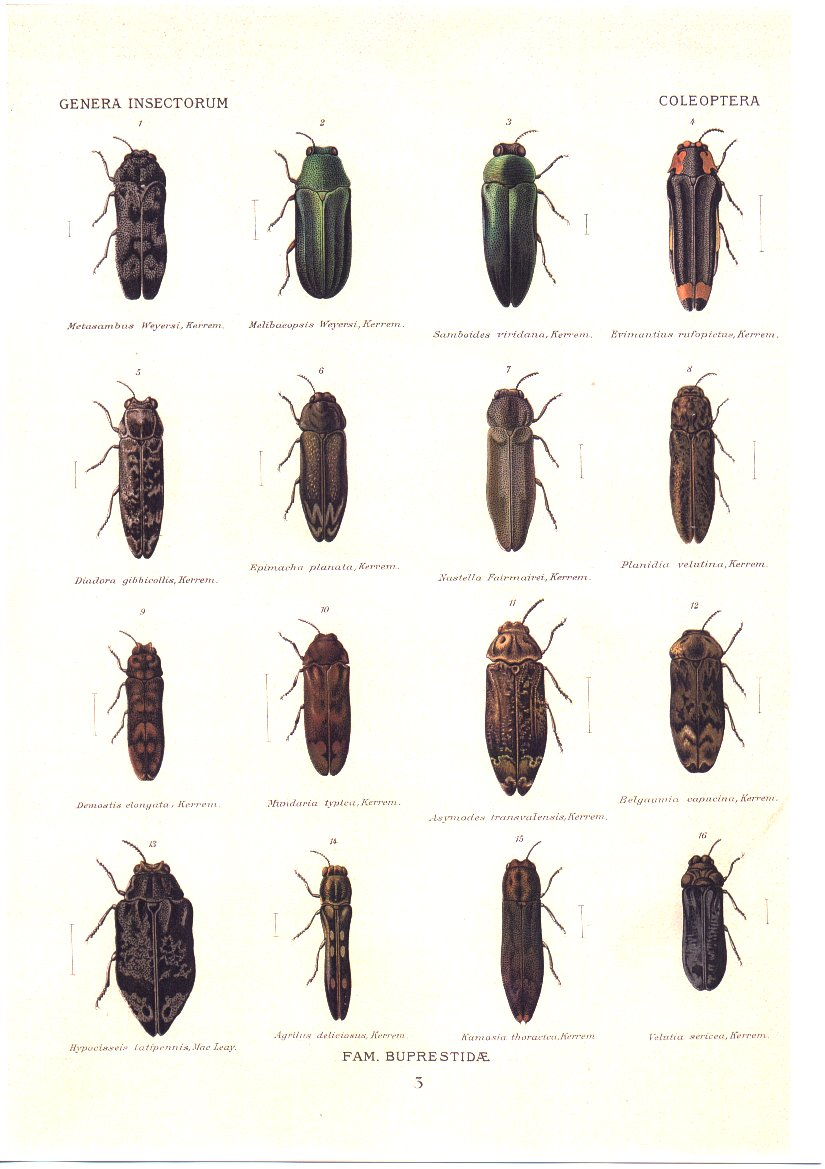
Illusztrációk Kerremans és Wytsman: Genera Insectorum című könyvéből
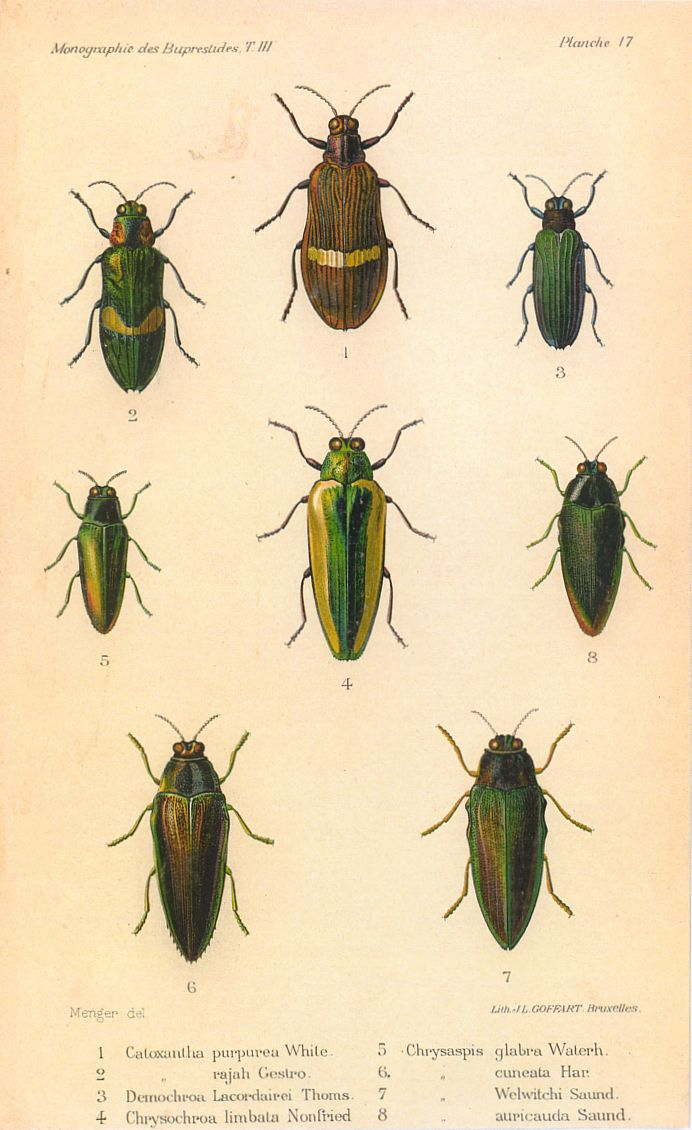
Illusztrációk Kerremans és Wytsman: Genera Insectorum című könyvéből